# NGC 7761
NGC 7761 = IC 5361 ist eine Linsenförmige Galaxie vom Hubble-Typ S0 im Sternbild Aquarius auf der Ekliptik. Sie ist schätzungsweise 324 Millionen Lichtjahre von der Milchstraße entfernt und hat einen Durchmesser von etwa 115.000 Lichtjahren.

Im selben Himmelsareal befindet sich u. a. die Galaxie NGC 7776.
Die Typ-Ia-Supernova SN 2002ef wurde hier beobachtet.
Das Objekt wurde im Jahr 1886 von Ormond Stone (als NGC 7761 gelistet) und am 30. November 1891 von Guillaume Bigourdan (als IC 5361 aufgeführt).